# هامیلتون (میزوری)
هامیلتون (به انگلیسی: Hamilton) یک شهر در ایالات متحده آمریکا است که در شهرستان کالدول، میزوری واقع شده‌است. هامیلتون ۳٫۶۵ کیلومتر مربع مساحت و ۱٬۸۰۹ نفر جمعیت دارد و ۳۰۱ متر بالاتر از سطح دریا قرار دارد.